# Kurt Schreiber (SS-Mitglied)
Kurt Erich Schreiber (* 20. Januar 1911 in Mühlbeck, Landkreis Anhalt-Bitterfeld; † 20. April 1971) war ein deutscher SS-Hauptscharführer und Kommandoführer. Er gehörte zum Wachpersonal des KZ Flossenbürg und wurde 1947 im Flossenbürg-Hauptprozess als Kriegsverbrecher verurteilt.

## Leben
Kurt Schreiber wurde 1911 als Sohn eines Landwirts geboren. Er trat am 1. Mai 1932 in die NSDAP (Mitglieds-Nr. 1.156.601) und am 1. Juni 1932 in die SS (Mitglieds-Nr. 39.401) ein, wobei er dort zur 26. SS-Standarte gehörte. Seine Ausbildung erhielt er im KZ Lichtenburg, zur gleichen Zeit versahen dort Adam Grünewald, Franz Kraus, Arthur Rödl, Wilhelm Schäfer, Egon Zill, Otto Reinicke und Theodor Eicke ihren Dienst. 1933 war er außerdem als Hilfspolizist eingesetzt.
Im Jahr 1934 wurde Schreiber zum SS-Scharführer und zwei Jahre darauf zum SS-Oberscharführer befördert. Er schied am 31. März 1938 aus dem aktiven Dienst der SS aus und verließ das KZ Buchenwald. Schreiber kehrte im Jahr 1939 zur SS und in das KZ-System zurück. Einsatzort war das KZ Flossenbürg. Dort wurde er SS-Hauptscharführer, war Rekrutenausbilder, Arbeitseinsatzführer, Kommandoführer und nahm an Exekutionskommandos teil.
Er war Zugführer in der Wachkompanie bis Ende 1940. Anfang 1941 bis 1942 war er Arbeitsdienstführer, in dieser Zeit teilte er sich den Dienstraum mit Josef Schmatz. Anschließend war er Kommandoführer in den Außenkommandos Neurohlau, Leitmeritz, Zwodau und Nürnberg.
Im Februar 1945 wechselte er zur Waffen-SS an die Oder und geriet bei Kriegsende in US-amerikanische Gefangenschaft.
Schreiber wurde gegen Ende des Krieges verhaftet, im Flossenbürg-Hauptprozess angeklagt und zu 20 Jahren im Gefängnis Landsberg am Lech verurteilt. Am 11. Januar 1952 wurde er vorzeitig entlassen und ließ sich in Flossenbürg nieder. Er war Steinbruchunternehmer. Er starb 1971 mit seiner Frau bei einem Autounfall.
Der Historiker Stefan Hördler entdeckte über einen Sammler Schreibers Fotoalbum mit über 200 Fotos und recherchierte mehr als sechs Jahre über Schreiber und weitere Personen, die sich auf den Bildern befanden. Seine Ergebnisse zeigte er in der 2024 erschienenen Doku Das vergessene Foto-Album der SS der ARD.